# Table des caractères Unicode/UAA00
Cette page contient des caractères spéciaux ou non latins. S’ils s’affichent mal (▯, ?, etc.), consultez la page d’aide Unicode.
Table des caractères Unicode U+AA00 à U+AA5F.

## Cham
Utilisés pour l’écriture avec l’abugida cham.

### Table des caractères
| en fr  | 0 | 1 | 2 | 3 | 4 | 5 | 6 | 7 | 8 | 9 | A | B | C | D | E | F |
| ------ | - | - | - | - | - | - | - | - | - | - | - | - | - | - | - | - |
| U+AA00 | ꨀ | ꨁ | ꨂ | ꨃ | ꨄ | ꨅ | ꨆ | ꨇ | ꨈ | ꨉ | ꨊ | ꨋ | ꨌ | ꨍ | ꨎ | ꨏ |
| U+AA10 | ꨐ | ꨑ | ꨒ | ꨓ | ꨔ | ꨕ | ꨖ | ꨗ | ꨘ | ꨙ | ꨚ | ꨛ | ꨜ | ꨝ | ꨞ | ꨟ |
| U+AA20 | ꨠ | ꨡ | ꨢ | ꨣ | ꨤ | ꨥ | ꨦ | ꨧ | ꨨ | ꨆꨩ | ꨆꨪ | ꨆꨫ | ꨆꨬ | ꨆꨭ | ꨆꨮ | ꨆꨯ |
| U+AA30 | ꨆꨰ | ꨆꨱ | ꨆꨲ | ꨆꨳ | ꨆꨴ | ꨆꨵ | ꨆꨶ |   |   |   |   |   |   |   |   |   |
| U+AA40 | ꩀ | ꩁ | ꩂ | ꨆꩃ | ꩄ | ꩅ | ꩆ | ꩇ | ꩈ | ꩉ | ꩊ | ꩋ | ꨆꩌ | ꨆꩍ |   |   |
| U+AA50 | ꩐ | ꩑ | ꩒ | ꩓ | ꩔ | ꩕ | ꩖ | ꩗ | ꩘ | ꩙ |   |   | ꩜ | ꩝ | ꩞ | ꩟ |